# 宁远文庙
宁远文庙，又称学宫，位于中国湖南省宁远县城西南隅，宁远文庙是中国现存的文庙真建筑（含文宣王庙、学宫、夫子庙、先师庙）中，始建年代最早，保存最完整的建筑之一，是中南六省区保存最完整、规模最大的文庙。

## 历史
文庙原建于唐代，位于泠道故城（今名东城）。北宋德三年（965年），随县城迁建于此。经宋、元、明、清四个朝代十五次修缮、修复。现存建筑为清代同治十二年（1873年）至光绪八年（1882年）所重修。

### 近现代
第一次国内革命战争时期，文庙成为县农民运动的中心，后又在办平民女子习艺工厂、县立女子高等小学等。
1937年，日军进逼长沙，湖南私立育群中学（长沙市第八中学）迁来宁远，占用文庙作校舍，直至1951年迁出。
1959年文庙被定为省级文物保护单位。
1966年文化大革命期间破坏严重。
1973年，文庙重新立起了“湖南省重点文物保护单位”的标志牌。并开始做局部修复。
1996年，国务院公布宁远文庙为第四批全国重点文物保护单位。

## 建筑特点
坐北朝南，东西宽60.2米，南北长170.8米。占地10,282平方米。建筑物采用中轴线对称式布局，中轴线上自南至北建筑分别有照壁、泮池、棂星门、大成门、大成殿、崇圣祠；左右两侧对称式排列着登圣坊、步贤坊、腾蛟门、起凤门、乡贤祠、名宦祠、东西庑、尊经阁、明伦堂建筑。

## 脚注
1. ↑  . 新华网.   [2022-04-21]. （原始内容存档于2009-09-14）.